# Безсмъртни (Византия)
Вижте пояснителната страница за други значения на Безсмъртни.
Безсмъртните (на гръцки: ἀθάνατοι, атанати или афанати) са елитна бойна единица от тежка кавалерия във византийската армия, създадена от император Йоан Цимисхи по време на Балканските походи на княз Светослав и вероятно разпусната след смъртта му няколко години по-късно. Възстановена е от император Михаил VII след византийското поражение при Манцикерт през 1071 година и се споменава през следващите две десетилетия, след което отново изчезва от източниците.